# Mistrzostwa Europy w Rugby 7 Mężczyzn 2016
Mistrzostwa Europy w Rugby 7 Mężczyzn 2016 – piętnaste mistrzostwa Europy w rugby 7 mężczyzn, oficjalne międzynarodowe zawody rugby 7 o randze mistrzostw kontynentu organizowane przez Rugby Europe mające na celu wyłonienie najlepszej męskiej reprezentacji narodowej w tej dyscyplinie sportu w Europie. Zostały rozegrane w formie siedmiu turniejów w czterech hierarchicznie ułożonych dywizjach w okresie od 4 czerwca do 17 lipca 2016 roku. W walce o tytuł mistrzowski brało udział dwanaście zespołów, pozostałe europejskie drużyny, które przystąpiły do rozgrywek, występowały w niższych dywizjach, pomiędzy wszystkimi czterema istniał system awansów i spadków.
Obydwa uczestniczące w zawodach brytyjskie zespoły były wyłączone z walki o medale mistrzostw Europy, znalazły się jednak w czołowej trójce klasyfikacji generalnej. Najrówniejszą formę w całym cyklu zaprezentowali Rosjanie, którzy jako jedyni znaleźli się w finałowej czwórce każdego z turniejów. Zdobyli oni trzeci w historii tytuł mistrzowski, kolejne miejsca na podium zajęli Francuzi i Hiszpanie, relegowana została najsłabsza w gronie elity Litwa.

## Informacje ogólne
Mistrzostwa zostały rozegrane w formie siedmiu turniejów – trzech w GPS oraz czterech w niższych dywizjach.
Mistrzem Europy zostawała drużyna, która po rozegraniu trzech turniejów w czerwcu i lipcu – w Moskwie, Exeter i Gdyni – zgromadziła najwięcej punktów, które były przyznawane za zajmowane w nich miejsca:
| Miejsce | Punkty |
| ------- | ------ |
| 1       | 20     |
| 2       | 18     |
| 3       | 16     |
| 4       | 14     |
| 5       | 12     |
| 6       | 10     |
| 7       | 8      |
| 8       | 6      |
| 9       | 4      |
| 10      | 3      |
| 11      | 2      |
| 12      | 1      |

Reprezentacje w każdym z turniejów zostały podzielone na trzy czterozespołowe grupy rywalizujące w pierwszej fazie w ramach grup systemem kołowym, po czym nastąpiła faza pucharowa – czołowa ósemka awansowała do półfinałów, a pozostałe walczyły o Bowl. W fazie grupowej spotkania toczone były bez ewentualnej dogrywki, za zwycięstwo, remis i porażkę przysługiwały odpowiednio trzy, dwa i jeden punkt, brak punktów natomiast za nieprzystąpienie do meczu. W przypadku remisu w fazie pucharowej organizowana była dogrywka składająca się z dwóch pięciominutowych części, z uwzględnieniem reguły nagłej śmierci. Jedynie finał składał się z dwóch dziesięciominutowych części, w pozostałych spotkaniach połowa meczu obejmowała zaś siedem minut.
W ramach przygotowań do turnieju rugby 7 na Letnich Igrzyskach Olimpijskich 2016 Brytyjczycy wystawili dwa zespoły – Royals i Lions – zastępujące w tej edycji reprezentacje Anglii i Walii. Przystępujące do turnieju reprezentacje mogły liczyć maksymalnie dwunastu zawodników. Rozstawienie w każdych zawodach następowało na podstawie wyników poprzedniego turnieju, a w przypadku pierwszych zawodów – na podstawie rankingu z poprzedniego roku.
Pomiędzy dywizjami istniał system awansów i spadków – po zakończonym sezonie najsłabsza reprezentacja z Grand Prix Series oraz po dwie z kolejnych dwóch poziomów rozgrywek zostały relegowane do niższej klasy rozgrywkowej, a ich miejsce zajęli odpowiednio zwycięzca Trophy i finaliści obu poziomów Conference – z zastrzeżeniem, iż chronieni przed spadkiem są gospodarze turniejów.

## Turnieje

### Moskwa (4-5 czerwca)
| Miejsce | Reprezentacja |
| ------- | ------------- |
| 1       | Rosja         |
| 2       | Francja       |
| 3       | GB Lions      |
| 4       | Niemcy        |
| 5       | GB Royals     |
| 6       | Gruzja        |
| 7       | Hiszpania     |
| 8       | Portugalia    |
| 9       | Włochy        |
| 10      | Belgia        |
| 11      | Polska        |
| 12      | Litwa         |

|  |                 |           |           |                   |   |       |       |       |
|  | Półfinały       | Półfinały | Półfinały |                   |   | Finał | Finał | Finał |
|  | Półfinały       | Półfinały | Półfinały |                   |   | Finał | Finał | Finał |
|  | 05 czerwca 2016 |           |           |                   |   |       |       |       |
|  |                 |           |           |                   |   |       |       |       |
|  | GB Lions        | GB Lions  | 10        |                   |   |       |       |       |
|  | GB Lions        | GB Lions  | 10        | 05 czerwca 2016   |   |       |       |       |
|  | Rosja           | Rosja     | 17        |                   |   |       |       |       |
|  | Rosja           | Rosja     | 17        |                   |   | Rosja | Rosja | 24    |
|  | 05 czerwca 2016 |           |           |                   |   | Rosja | Rosja | 24    |
|  |                 |           | Francja   | Francja           | 7 |       |       |       |
|  | Niemcy          | Niemcy    | Francja   | Francja           | 7 | 14    |       |       |
|  | Niemcy          | Niemcy    |           |                   |   |       |       |       |
|  | Francja         | Francja   | 19        |                   |   |       |       |       |
|  | Francja         | Francja   | 19        | Mecz o 3. miejsce |   |       |       |       |
|  |                 |           |           |                   |   |       |       |       |
|  | 05 czerwca 2016 |           |           |                   |   |       |       |       |
|  |                 |           |           |                   |   |       |       |       |
|  | GB Lions        | GB Lions  | 28        |                   |   |       |       |       |
|  | GB Lions        | GB Lions  | 28        |                   |   |       |       |       |
|  | Niemcy          | Niemcy    | 5         |                   |   |       |       |       |
|  | Niemcy          | Niemcy    | 5         |                   |   |       |       |       |

### Exeter (9–10 lipca)
| Miejsce | Reprezentacja |
| ------- | ------------- |
| 1       | GB Royals     |
| 2       | Francja       |
| 3       | Hiszpania     |
| 4       | Rosja         |
| 5       | GB Lions      |
| 6       | Niemcy        |
| 7       | Włochy        |
| 8       | Gruzja        |
| 9       | Portugalia    |
| 10      | Belgia        |
| 11      | Polska        |
| 12      | Litwa         |

|  |               |           |           |                   |    |         |         |       |
|  | Półfinały     | Półfinały | Półfinały |                   |    | Finał   | Finał   | Finał |
|  | Półfinały     | Półfinały | Półfinały |                   |    | Finał   | Finał   | Finał |
|  | 10 lipca 2016 |           |           |                   |    |         |         |       |
|  |               |           |           |                   |    |         |         |       |
|  | Hiszpania     | Hiszpania | 0         |                   |    |         |         |       |
|  | Hiszpania     | Hiszpania | 0         | 10 lipca 2016     |    |         |         |       |
|  | Francja       | Francja   | 31        |                   |    |         |         |       |
|  | Francja       | Francja   | 31        |                   |    | Francja | Francja | 17    |
|  | 10 lipca 2016 |           |           |                   |    | Francja | Francja | 17    |
|  |               |           | GB Royals | GB Royals         | 33 |         |         |       |
|  | GB Royals     | GB Royals | GB Royals | GB Royals         | 33 | 12      |         |       |
|  | GB Royals     | GB Royals |           |                   |    |         |         |       |
|  | Rosja         | Rosja     | 10        |                   |    |         |         |       |
|  | Rosja         | Rosja     | 10        | Mecz o 3. miejsce |    |         |         |       |
|  |               |           |           |                   |    |         |         |       |
|  | 10 lipca 2016 |           |           |                   |    |         |         |       |
|  |               |           |           |                   |    |         |         |       |
|  | Hiszpania     | Hiszpania | 17        |                   |    |         |         |       |
|  | Hiszpania     | Hiszpania | 17        |                   |    |         |         |       |
|  | Rosja         | Rosja     | 7         |                   |    |         |         |       |
|  | Rosja         | Rosja     | 7         |                   |    |         |         |       |

### Gdynia (16–17 lipca)
| Miejsce | Reprezentacja |
| ------- | ------------- |
| 1       | GB Royals     |
| 2       | GB Lions      |
| 3       | Rosja         |
| 4       | Hiszpania     |
| 5       | Włochy        |
| 6       | Gruzja        |
| 7       | Francja       |
| 8       | Niemcy        |
| 9       | Belgia        |
| 10      | Portugalia    |
| 11      | Polska        |
| 12      | Litwa         |

|  |               |           |           |                   |    |           |           |       |
|  | Półfinały     | Półfinały | Półfinały |                   |    | Finał     | Finał     | Finał |
|  | Półfinały     | Półfinały | Półfinały |                   |    | Finał     | Finał     | Finał |
|  | 17 lipca 2016 |           |           |                   |    |           |           |       |
|  |               |           |           |                   |    |           |           |       |
|  | GB Royals     | GB Royals | 22        |                   |    |           |           |       |
|  | GB Royals     | GB Royals | 22        | 17 lipca 2016     |    |           |           |       |
|  | Hiszpania     | Hiszpania | 10        |                   |    |           |           |       |
|  | Hiszpania     | Hiszpania | 10        |                   |    | GB Royals | GB Royals | 26    |
|  | 17 lipca 2016 |           |           |                   |    | GB Royals | GB Royals | 26    |
|  |               |           | GB Lions  | GB Lions          | 14 |           |           |       |
|  | GB Lions      | GB Lions  | GB Lions  | GB Lions          | 14 | 17        |           |       |
|  | GB Lions      | GB Lions  |           |                   |    |           |           |       |
|  | Rosja         | Rosja     | 14        |                   |    |           |           |       |
|  | Rosja         | Rosja     | 14        | Mecz o 3. miejsce |    |           |           |       |
|  |               |           |           |                   |    |           |           |       |
|  | 17 lipca 2016 |           |           |                   |    |           |           |       |
|  |               |           |           |                   |    |           |           |       |
|  | Hiszpania     | Hiszpania | 7         |                   |    |           |           |       |
|  | Hiszpania     | Hiszpania | 7         |                   |    |           |           |       |
|  | Rosja         | Rosja     | 31        |                   |    |           |           |       |
|  | Rosja         | Rosja     | 31        |                   |    |           |           |       |